# ARINC 629
ARINC 629 — це авіаційна двонаправлена шинна система з кількома передавачами, яка була спеціально розроблена компанією Boeing для Boeing 777 (ugs. Triple 7). Він дозволяє підключати до 120 терміналів зі швидкістю передачі даних 2 Мбіт/с. ARINC (Aeronautical Radio Inc., розташована в Аннаполісі, штат Меріленд) специфікувала та стандартизувала автобусну систему Boeing під назвою ARINC 629.
Система шини, яка була розроблена для використання в авіоніці великих літаків для керування системами, є подальшим розвитком системи шини ARINC 429, яка знайшла широке застосування в авіаційній промисловості. ARINC 629 — це специфікація, яка визначає, як термінали та підключені системи шинної системи можуть надсилати та отримувати дані. Дані передаються по двопровідній електричній або оптичній лінії. Кожна підключена система запрограмована таким чином, щоб вона могла надсилати свої дані через точно визначені проміжки часу.

## Для цього доступні два протоколи

### Базовий протокол
Для цього типу журналу визначено 3 інтервали часу:
- Інтервал передачі (TI) однаковий для всіх терміналів на шині. Він починається, коли починається передача по шині даних. Пристрій може передавати знову лише після закінчення терміну дії TI.
- Розрив синхронізації (SG) однаковий для всіх терміналів шини. Він коротший за TI і починається, коли на шині немає передачі. Якщо інший пристрій починає передачу до закінчення терміну дії SG, цей таймер скидається.
- Ідентифікатор пристрою (TG) для кожного терміналу різний. Він, так би мовити, позначає порядок передачі різних пристроїв. Він починається, коли термін дії SG минув і жоден пристрій не надсилає по шині. Якщо інший пристрій починає передачу до закінчення TG, цей таймер скидається.

### Комбінований протокол
Цей тип журналу дозволяє давати перевагу неперіодичним подіям. Є три рівні передачі даних:
- Рівень 1 для періодичних даних, які, як і в базовому протоколі, надсилаються в певному порядку та без визначення пріоритетів. Також визначено тривалість циклу.
- Рівень 2 для більш коротких і частих неперіодичних подій. Обмін цими даними відбувається в кінці детермінованого циклу.
- Рівень 3 для більш тривалих і рідкісних неперіодичних подій. Обмін цими даними здійснюється наприкінці рівня 2, доки доступний час циклу для цього обміну даними.

Довжина подій рівня 2 і рівня 3 обмежена одним рядком слів. Два типи протоколів не можна використовувати разом на шині.